# Dissocarpus latifolius
Dissocarpus latifolius là loài thực vật có hoa thuộc họ Dền. Loài này được (J.M.Black) Paul G.Wilson mô tả khoa học đầu tiên năm 1984.